# Naughty Little Doggie
Naughty Little Doggie es el undécimo álbum de estudio del músico estadounidense Iggy Pop, publicado el 5 de marzo de 1996 por Virgin Records. La canción "Look Away" es un tributo de Pop a Johnny Thunders y Sable Starr.

## Lista de canciones
Todas compuestas por Iggy Pop, excepto donde se indique.
1. "I Wanna Live" (Whitey Kirst, Pop) - 4:31
2. "Pussy Walk" (Pop, Eric Schermerhorn) - 3:47
3. "Innocent World" - 3:28
4. "Knucklehead" - 4:09
5. "To Belong" - 4:11
6. "Keep on Believing" (Pop, Schermerhorn) - 2:29
7. "Outta My Head" - 5:36
8. "Shoeshine Girl" (Pop, Schermerhorn) - 3:50
9. "Heart Is Saved" - 3:02
10. "Look Away" - 5:02